# Nerlandsøybroen
Nerlandsøybrua er en bro i Herøy kommune i Møre og Romsdal fylke i Norge. Broen krydser Søndre Vaulen fra Igesund på Bergsøya til Kvalsund på Nerlandsøya. Broen er 430 meter lang. Den blev åbnet den 25. september 1968, og er del af fylkesvei 20.
62°20′23.6762″N 5°36′23.27″Ø / 62.339910056°N 5.6064639°Ø